# Sowerbaea multicaulis
Sowerbaea multicaulis är en sparrisväxtart som beskrevs av Ernst Georg Pritzel. Sowerbaea multicaulis ingår i släktet Sowerbaea och familjen sparrisväxter. Inga underarter finns listade i Catalogue of Life.